# لگوتیانو

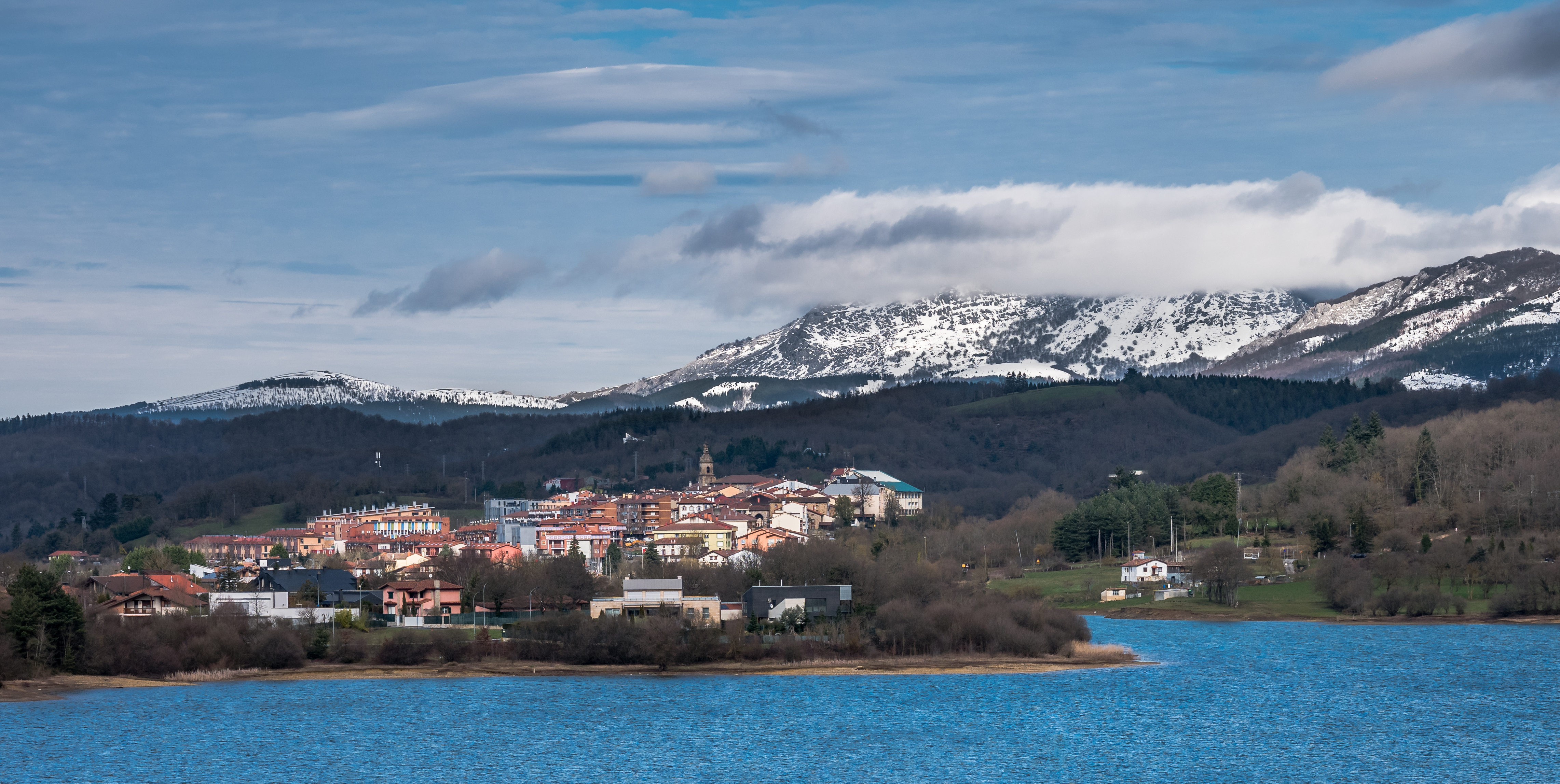
نمایی از دهستان لگوتیانو در استان آلابای اسپانیا - ۲۰۱۸

لگوتیانو دهستانی در استان آلابای اسپانیا است.
در این دهستان ۱۵۱۷ نفر زندگی می‌کنند. مساحت این دهستان ۴۵٫۷۰ کیلومتر مربع است.

## مراجع
- نام، جمعیت و مساحت از درگاه ملی آمار (اسپانیا) گرفته شده‌است.